# 2126
2126 (ММCXXVI) е обикновена година, започваща във вторник според григорианския календар. Тя е 2126-ата година от новата ера, сто двадесет и шестата от третото хилядолетие и седмата от 2120-те.